# Оситнянська сільська рада
Оситня́нська сільська́ ра́да — орган місцевого самоврядування Новомиргородського району Кіровоградської області. Центр сільської ради — село Оситна.
Площа — 32,38 км². Населення — 467 чоловік.

## Населені пункти
Сільській раді підпорядковані населені пункти:
- с. Оситна

## Склад ради
Рада складається з 12 депутатів та голови.

### Керівний склад ради
| ПІБ                      | Основні відомості                                                               | Дата обрання | Дата звільнення |
| ------------------------ | ------------------------------------------------------------------------------- | ------------ | --------------- |
| Єзан Геннадій Васильович | Сільський голова, 1968 року народження, освіта, член Народної партії            | 26.03.2006   | 31.10.2010      |
| Єзан Геннадій Васильович | Сільський голова, 1968 року народження, освіта середня спеціальна, безпартійний | 31.10.2010   | 25.10.2015      |

Примітка: таблиця складена за даними джерела

## Населення
Згідно з переписом УРСР 1989 року чисельність наявного населення сільської ради становила 553 особи, з яких 254 чоловіки та 299 жінок.
За переписом населення України 2001 року в сільській раді мешкало 467 осіб.

### Мова
Розподіл населення за рідною мовою за даними перепису 2001 року:
| Мова       | Відсоток |
| ---------- | -------- |
| українська | 97,22 %  |
| російська  | 1,93 %   |
| молдовська | 0,43 %   |
| інші       | 0,42 %   |